# 1003
Cette page concerne l'année 1003  du calendrier julien. Pour l'année 1003 av. J.-C., voir 1003 av. J.-C.
L'année 1003 est une année commune qui commence un vendredi.

## Événements
- Février : Boleslas Ier de Pologne entre à Prague révolté contre le duc Boleslav III de Bohême qu'il fait prisonnier et aveugler. Il soumet la Moravie (1003-1029), la Slovaquie (1003-1029) et la Bohême (1003-1005) et se proclame duc de Bohême. L’empereur Henri II s’y oppose et déclare que le trône de Bohême est un fief dépendant de lui[1].
- Printemps[2] : Robert le Pieux, aidé de Richard II de Normandie, intervient en Bourgogne mais échoue devant Auxerre[3].

- 16 mai : début du pontificat de Jean XVII (fin le 6 novembre)[4].

- Été : début probable de la première expédition du Viking Leif Eriksson, fils d’Érik le Rouge, à la découverte de l’Amérique. Il atteint le Helluland, le Markland et le Vinland et rentre au Groenland au printemps 1004. Lors d'une seconde expédition menée par son frère Thorvald Eriksson (1005-1006 ?), les Vikings affrontent des indigènes, les Skrælings. Thorvald est mortellement blessé (1007 ?)[5].
- Avant le 25 août : mariage du roi des Francs Robert II avec Constance d'Arles (986-1032), fille du comte de Provence Guillaume[6].
- 25 décembre : début du pontificat de Jean XVIII (fin en 1009)[7].

- Basile II dégage les abords de Thessalonique en reprenant Berrhoé et Servia aux Bulgares. Il séjourne en Thessalie, où il rebâtit les villes et les châteaux détruits par Samuel. Il envoie les Bulgares faits prisonniers coloniser le territoire d’Aenos à l’embouchure de la Maritsa, puis en automne, marchant vers le nord-ouest, il s’empare de Vodena, se rapprochant ainsi du centre de la puissance de Samuel[8].
- Sac d'Exeter. Attaque victorieuse des Danois de Sven à la barbe fourchue contre l'Angleterre. De 1003 à 1005, les Danois multiplient les attaques sur l’Angleterre. De nombreuses villes sont mises à sac (Exeter, Wilton, Salisbury, Norwich, Thetford…)[9]. Seul résiste victorieusement l’Anglo-danois Ulfkell Snilling de 1004 à 1010[10].
- Raid sarrasin sur les îles de Lérins en Provence[11].

- La Transylvanie est rattachée au royaume de Hongrie[12]. Le métropolite grec doit quitter le pays et céder la place à un évêque de rite latin.
- Le moine japonais de l'école Tendai Jakushō (ja) se rend en Chine avec sept disciples. Il y reste jusqu'à sa mort en 1034[13].